# شونسوکه موری (بازیکن فوتبال، زاده ۱۹۹۴)
شونسوکه موری (انگلیسی: Shunsuke Mori؛ زادهٔ ۴ اکتبر ۱۹۹۴) بازیکن فوتبال اهل ژاپن است.
از باشگاه‌هایی که در آن بازی کرده‌است می‌توان به باشگاه فوتبال توکیو وردی اشاره کرد.